# Wash My World
Wash My World (WMW) – szósty album francuskiego DJ-a i producenta muzyki house, Laurenta Wolfa.

## Lista Utworów
1. "No Stress" (Radio Edit) (feat. Eric Carter)
2. "Wash My World" (feat. Eric Carter)
3. "Seventies" (feat. Mod Martin)
4. "My Song"  (feat. Sandra Battini)
5. "Explosion" (feat. Eric Carter)
6. "I Pray"
7. "Columbia" (Single Version)
8. "Spootnik"
9. "Why" (feat. Mod Martin)
10. "No Stress (Zen @ Acoustic)"  (feat. Eric Carter)

### Deluxe Edition
1. No stress
2. Wash my world
3. Columbia
4. Explosion
5. I Pray
6. My song
7. Seventies
8. Spootnik
9. Afrodynamic
10. Tiger
11. No Stress (Anton Wick Remix)
12. Wash My World (Monsieur Elle Remix)
13. Seventies (Jeremy Hills Remix)
14. Seventies (Radio Mix)
15. Beyconé "If I Were a Boy" (Laurent Wolf Remix)
16. No stress (Laurent Wolf vs. Big Ali & DJ Snake)
17. No stress (feat. Anggun)
18. No Stress / Wash My World (Megamix)